# Мак-Магон, Элизабет де
Элизабе́т де Мак-Маго́н (фр. Élisabeth de Mac Mahon; урожд. Элизабе́т Шарло́тта де ла Круа́ де Кастри́ (фр. Elisabeth Charlotte Sophie de la Croix de Castries; 13 февраля 1834, Париж — 20 февраля 1900, Париж) — жена президента Франции Патриса де Мак-Магона. Первая леди Франции с 1873 по 1879 год.

## Биография
Родилась в семье графа Армана де ла Круа де Кастри (1807—1862) из дворянского рода Кастри.
14 марта 1854 года вышла замуж за Патриса де Мак-Махона, который стал президентом Франции в 1873 году.

## Семья
Четверо детей:
- Мари-Арман Патрис де Мак-Магон (1855—1927)
- Мари-Эжен де Мак-Магон, граф де Мак-Магон (1857—1907)
- Мари-Эммануэль де Мак-Магон, граф де Мак-Магон (1859—1930)
- Мари де Мак-Магон (1863—1964), вышедшая замуж за графа д’Халвина де Пьена.